# José Luis Arias
José Luis Arias Badilla (Temuco, 27 de mayo de 1984) es un futbolista chileno que juega en la demarcación de defensa lateral. Ha jugado en Deportes Temuco, Cobreloa, Lota Schwager y Unión Temuco.

## Trayectoria
| Deportes Temuco (Chile)      | 2003 - 2005 (Primera División) |
| Deportes Temuco (Chile)      | 2006 (Segunda División)        |
| Cobreloa (Chile)             | 2007                           |
| Lota Schwager (Chile)        | 2008                           |
| Unión Temuco (Chile)         | 2010                           |
| Comercio de Castro (Chile)   | 2011 (Fútbol ANFA)             |
| Dante Nueva Imperial (Chile) | 2011 (Fútbol ANFA)             |
| Colón (Padre las Casas)      | 2012 - 2015 (Fútbol ANFA)      |
| Dante Nueva Imperial (Chile) | 2016 - (Fútbol ANFA)           |

- Datos: Q2838309